# Balankine Sud
Pour les articles homonymes, voir Balankine.
Ne doit pas être confondu avec Balankine Nord.
Balankine Sud est un village du Sénégal situé en Basse-Casamance. Il fait partie de la communauté rurale de Ouonck, dans l'arrondissement de Tenghory, le département de Bignona et la région de Ziguinchor.
Lors du dernier recensement (2002), la localité comptait 252 habitants et 35 ménages.